# UFC 231
UFC 231: Holloway vs. Ortega var en MMA-gala som arrangerades av Ultimate Fighting Championship och ägde rum 8 december 2018 i Toronto i Kanada. 

## Resultat
1. ↑  Titelmatch i fjädervikt.
2. ↑  Titelmatch i flugvikt.